# Bulbophyllum claussenii
Bulbophyllum claussenii là một loài phong lan thuộc chi Bulbophyllum.